# Association européenne contre les leucodystrophies
Pour les articles homonymes, voir ELA.
L'Association européenne contre les leucodystrophies, ou ELA (European Leukodystrophy Association), est une association loi de 1901 regroupant des malades et des parents de malades souffrant de maladies génétiques rares qui attaquent leur système nerveux central et paralysent petit à petit toutes leurs fonctions vitales : les leucodystrophies. 
Elle est soutenue notamment par des écoliers et des personnalités des mondes du sport et du spectacle. 
Les fonds récoltés permettent majoritairement d'aider la recherche.

## Historique
ELA est une association française fondée en 1992 par Guy Alba, Pascal Prin et Cathy Schorderet. Elle est reconnue d'utilité publique par décret du 13 novembre 1996. 
À partir de 2000, ELA favorise la création de nouvelles antennes nationales en Suisse, en Belgique, au Luxembourg, en Espagne, en Italie et depuis mai 2012 dans l'océan Indien[réf. souhaitée].

## Mission et actions

### Stimuler le développement de la recherche
À travers la publication d’un appel d’offres, ELA incite la communauté scientifique internationale à soumettre des projets de recherche dans le domaine des leucodystrophies (essais cliniques, etc.). L'association dispose d'un conseil scientifique indépendant qui supervise les projets proposés. Elle organise des congrès scientifiques internationaux[Quand ?] ainsi qu'un colloque annuel dédié aux patients et à leurs familles[réf. souhaitée]. 

#### Réalisations
De 1992 à 2020, les dons récoltés ont permis de financer 527 programmes de recherche pour un montant total de 45,5 millions d'euros,,.
Depuis 2009, ELA co-finance l'essai clinique mené par Patrick Aubourg, Nathalie Cartier et l'équipe d'Alain Fischer, qui permet de traiter quatre enfants atteints d'adrénoleucodystrophie,,. 
En 2015, l'association ELA participe, à hauteur de 760 000 euros sur un total de 2,3 millions d'euros, à la création dans le CHU de Nancy d'une biobanque « unique » qui regroupe de nombreux échantillons sur les leucodystrophies. 

### Sensibiliser l'opinion publique
ELA créé des actions permettant aux enfants d'aider l'association, notamment dans les écoles, comme depuis 1994 avec l'opération de sensibilisation « Mets tes baskets et bats la maladie » qui, en 2019, mobilise 520 000 enfants dans 2 500 établissements scolaires ; et la dictée d'ELA depuis 2004,,.

#### Parrains

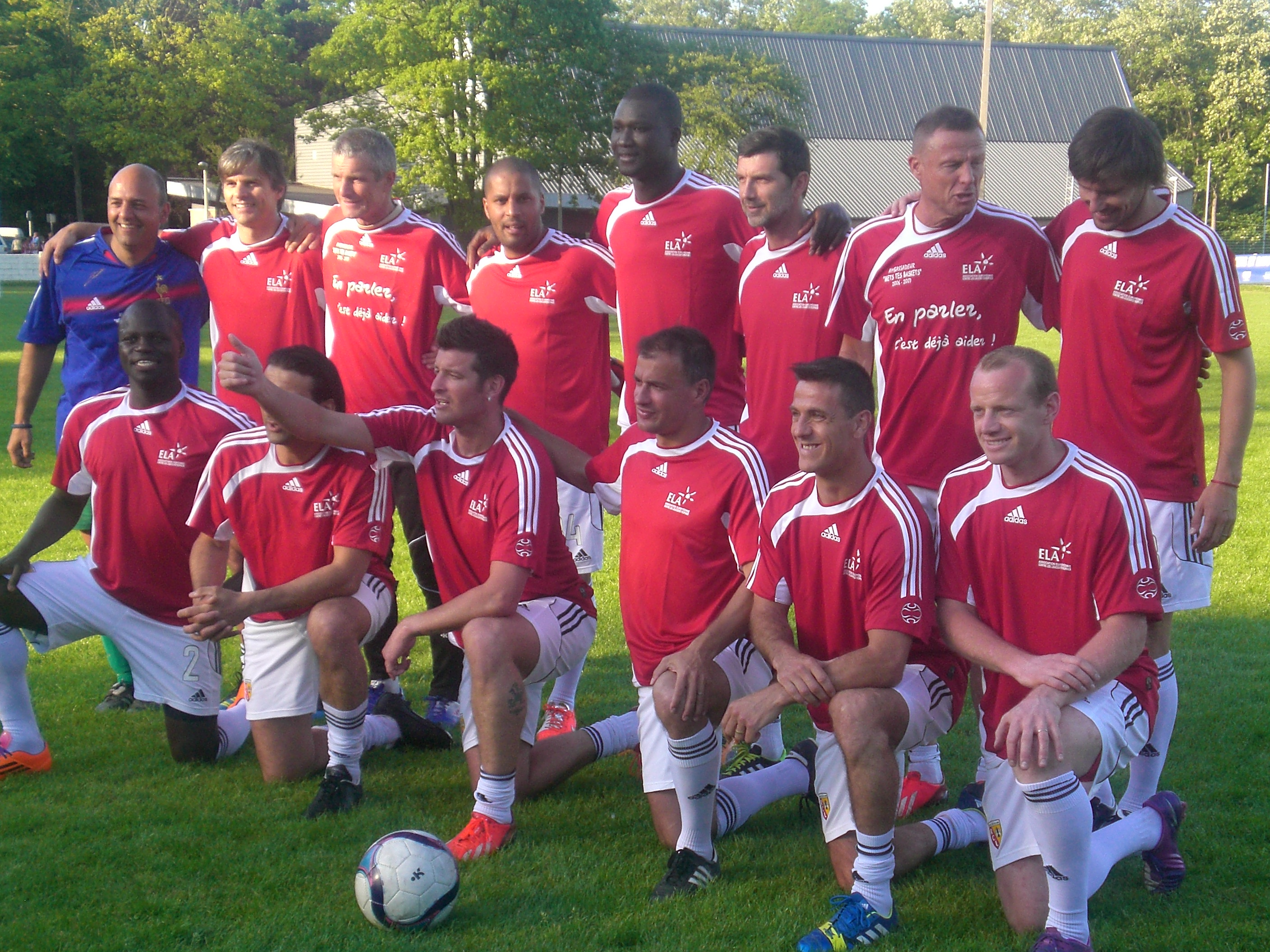
Anciens joueurs du RC Lens lors d'un match de bienfaisance au profit de l'association ELA à Hénin-Beaumont en 2014.

Les marraines et parrains membres d’honneur sont : Zinédine Zidane,,,, Luc Alphand, Michel Platini, Stéphane Diagana, Béatrice Hess, Christian Jeanpierre,, Sébastien Levicq, Florent Pagny et Sophie Thalmann. 
D’autres célébrités sont également marraines ou parrains de l’association : Amel Bent, Olivier Giroud, Jackson Richardson, François Berléand, Denis Brogniart, François-Xavier Demaison, Jérôme Fernandez, Grégoire, Michaël Gregorio, Cyril Hanouna, Claire Keim, Bixente Lizarazu, Daniel Narcisse, Sandrine Quétier, Laurent Blanc, Marion Bartoli, Christelle Sturtz.
Elles prennent part à différentes actions au profit de l’association dans les écoles, les entreprises ou lors d’événements, dans le but de donner une visibilité plus forte à ELA et sortir les leucodystrophies de l’anonymat.
De nombreux sportifs figurent également parmi les parrains : Édouard Butin, Franck Béria, David Bellion, Benoît Baby, Romain Barras, Maïva Hamadouche, etc.

### Aider et soutenir les familles concernées par une leucodystrophie
En 1995, ELA a créé le Rail (réseau d'aide et d'information sur les leucodystrophies), un service destiné aux familles et aux professionnels de santé, qui fournit des informations sur les leucodystrophies. 
De 1992 à 2020, ELA a permis de soutenir l’accompagnement des familles concernées par une leucodystrophie à hauteur de 14 millions d'euros,,.